# Steve Peat
Steve Peat (Sheffield, 17 giugno 1974) è un ex mountain biker britannico, specialista del downhill. È stato campione del mondo nel 2009 e ha vinto la Coppa del mondo per tre volte.

## Palmarès
- 1998

5ª prova Coppa del mondo, Downhill (Snoqualmie Pass)
- 1999

1ª prova Coppa del mondo, Downhill (Les Gets)
6ª prova Coppa del mondo, Downhill (Mont-Sainte-Anne)
- 2000

Campionati europei, Downhill
5ª prova Coppa del mondo, Downhill (Vail)
- 2001

1ª prova Coppa del mondo, Downhill (Maribor)
2ª prova Coppa del mondo, Downhill (Vars)
- 2002

3ª prova Coppa del mondo, Downhill (Mont-Sainte-Anne)
4ª prova Coppa del mondo, Downhill (Telluride)
5ª prova Coppa del mondo, Downhill (Les Gets)
Classifica finale Coppa del mondo, Downhill
- 2003

3ª prova Coppa del mondo, Downhill (Mont-Sainte-Anne)
- 2004

Campionati europei, Downhill
2ª prova Coppa del mondo, Downhill (Les Deux Alpes)
4ª prova Coppa del mondo, Downhill (Mont-Sainte-Anne)
Classifica finale Coppa del mondo, Downhill
- 2005

1ª prova Coppa del mondo, Downhill (Vigo)
8ª prova Coppa del mondo, Downhill (Fort William)
- 2006

3ª prova Coppa del mondo, Downhill (Willingen)
Classifica finale Coppa del mondo, Downhill
Lisboa Downtown
- 2007

Lisboa Downtown
- 2008

Lisboa Downtown
Campionati britannici, Downhill
- 2009

Campionati del mondo, Downhill
2ª prova Coppa del mondo, Downhill (La Bresse)
3ª prova Coppa del mondo, Downhill (Vallnord)
Lisboa Downtown

## Piazzamenti

### Competizioni mondiali
- Coppa del mondo

1997 - Downhill: 8º
1998 - Downhill: 4º
1999 - Downhill: 2º
2000 - Downhill: 2º
2000 - Dual slalom: 7º
2001 - Downhill: 9º
2002 - Downhill: vincitore
2002 - Four-cross: 8º
2002 - Downhill: 9º
2002 - Four-cross: 9º
2004 - Downhill: vincitore
2005 - Downhill: 12º
2006 - Downhill: vincitore
2007 - Downhill: 3º
2008 - Downhill: 4º
2009 - Downhill: 3º
2010 - Downhill: 7º
- Campionati del mondo

Château-d'Œx 1997 - Downhill: 2º
Sierra Nevada 2000 - Downhill: 2º
Sierra Nevada 2000 - Dual slalom: 6º
Vail 2001 - Downhill: 2º
Kaprun 2002 - Downhill: 2º
Lugano 2003 - Downhill: 4º
Les Gets 2004 - Downhill: 11º
Livigno 2005 - Downhill: 4º
Rotorua 2006 - Downhill: 4º
Fort William 2007 - Downhill: 67º
Val di Sole 2008 - Downhill: 2º
Canberra 2009 - Downhill: vincitore
Mont-Sainte-Anne 2010 - Downhill: 2º